# Jiřetín pod Jedlovou
Jiřetín pod Jedlovou (dawn. Svatý Jiří v Oudolí, w latach 1945–1949 Svatý Jiřetín, dawn. niem. Sankt Georgenthal) – miejscowość w północnych Czechach w kraju ujskim, w powiecie Děčín.

## Położenie
Jiřetín pod Jedlovou to śródgórska miejscowość letniskowa, położona w północnych Czechach, w zachodniej części Gór Łużyckich, na wysokości 458 m n.p.m., około 10 km na południe od miasta Rumburk i około 5 km na południowy zachód od miejscowości Varnsdorf, u północnego podnóża wzniesienia Křížova hora (niem. Kreuzberg), przy północnej granicy obszaru chronionego krajobrazu Gór Łużyckich CHKO Lužicke hory.

## Charakterystyka
Jest to stara miejscowość, położona w dolinach w kształcie litery T, nad „Starą Praską Drogą” – dawnym szlakiem handlowym. Charakteryzuje się wąską i skupioną zabudową. Większość zabudowań stanowią zabytkowe budynki położone wzdłuż rzek i dróg. W skład miasta wchodzą trzy osady: Lesné, Rozhled i Jedlová. Powierzchnia miejscowości wynosi 11,21 km² i zamieszkuje w niej około 600 mieszkańców. Miejscowość stanowi punkt wyjściowy dla turystycznych wycieczek w góry (Jedlová, 774 m n.p.m.) lub do ruin zamku Tolštejn (670 m n.p.m.).

## Historia
Jiřetín pod Jedlovou został założony w połowie XVI wieku, lecz historia tego górniczego miasteczka sięga końca XV wieku. W 1485 r. Hugo von Schleinitz, właściciel zamku Tollenstein (czes. Tolštejn), otrzymał pozwolenie na prowadzenie robót górniczych w górze Kreuzberg (czes. Křížova hora). W roku 1539 na północnym zboczu góry powstało pierwsze wyrobisko górnicze, sztolnia św. Krzysztofa, która w okolicy zapoczątkowała eksploatację kruszców.
W celu rozwoju w tym rejonie działalności górniczej Georg von Schleinitz (czes. Jiří z Šlejnic) sprowadził z Saksonii górników. W 1548 r. założył miejscowość górniczą, której nadano nazwę Sankt Georgenthal, pochodzącą od imienia założyciela. W roku 1587 miejscowość otrzymała status miasteczka górniczego.
Przez miasto prowadziła „Stara Droga Praska”, najstarsze połączenie komunikacyjne między Górnymi Łużycami a Czechami.

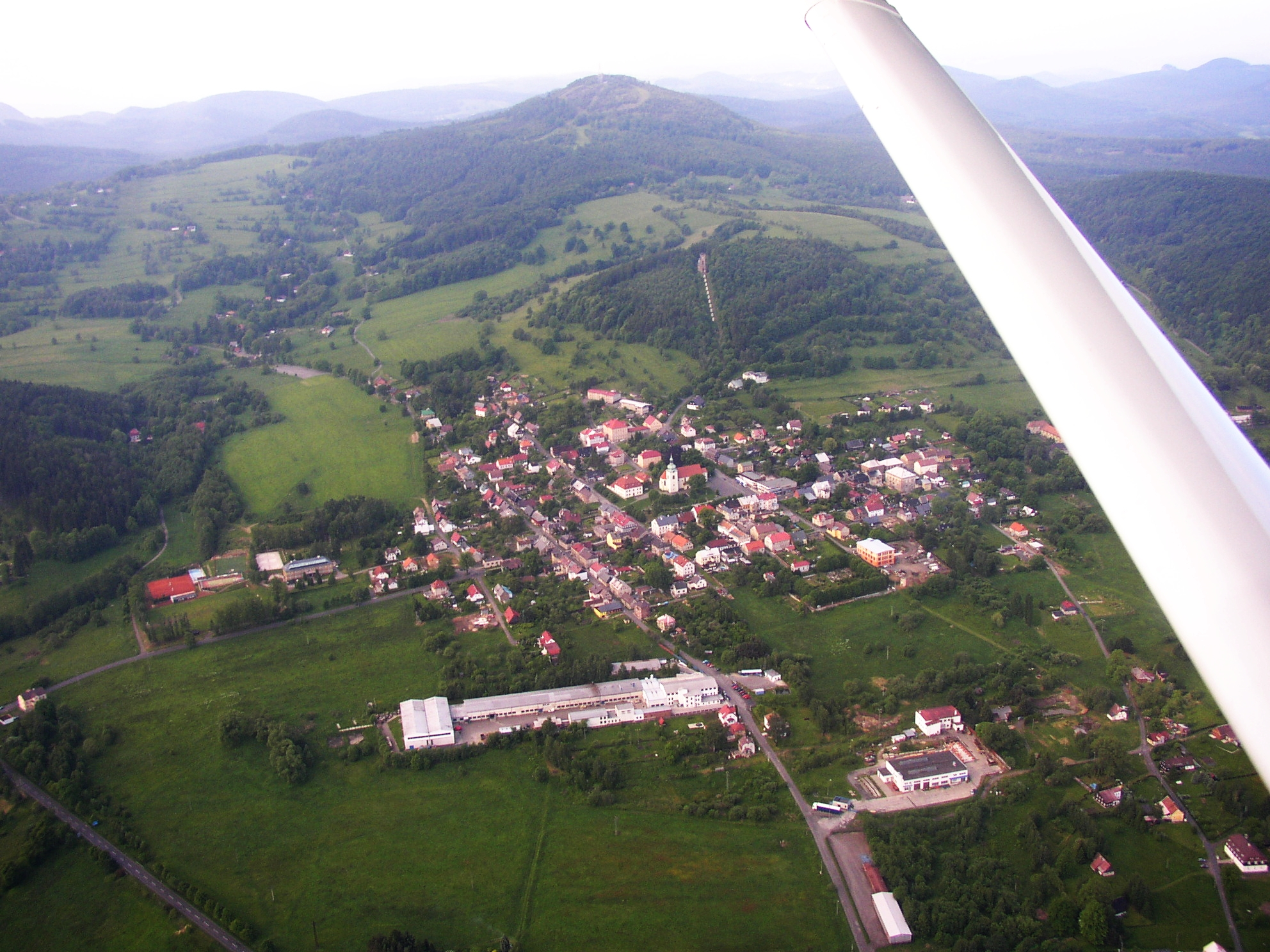
Panorama południowej części miasta z lotu ptaka

Dynamiczny rozkwit miasta nastąpił w XVII wieku, kiedy w okolicy eksploatowano siarczki: żelazo, miedź, ołów i cynk z domieszką srebra, występujące w okolicznych górach, w drobnych kruszconośnych żyłach. W okresie tym miasto pustoszyły: dżuma, szwedzkie wojska oraz wojna trzydziestoletnia i pożar.
W roku 1787 miasto otrzymało prawa miejskie. Rozwój miasta trwał do roku 1888, do czasu zaprzestania wydobycia i zamykania wyrobisk górniczych, z powodu nieopłacalności eksploatacji spowodowanej wyczerpaniem się złóż. Miasto straciło pierwotne znaczenie, a mieszkańcy zajęli się wyrobem tkanin i obuwia, które przez kilka lat stanowiły główne utrzymanie mieszkańców miasta. Na początku XX wieku w mieście funkcjonowały trzy fabryki wytwarzające i farbujące wyroby bawełniane. Istniał tu także browar.
Przed I wojną światową założono zakład obróbki kamieni szlachetnych. Z końcem XIX wieku Jiřetín zaczął być coraz bardziej popularny jako miejsce wypoczynku i atrakcja turystyczna.
W 1945 roku w mieście mieszkało 2500 mieszkańców.
W 1992 roku ze względu na dużą liczbę zabytków i pamiątek, a przede wszystkim architektury ludowej miasto i okolica zostały uznane za strefę zabytkową. Obecnie miasto jest wypoczynkowym ośrodkiem zachodniej części Gór Łużyckich, odwiedzanym przez cały rok. W 1999 udostępniono dla zwiedzających starą zabytkową sztolnię św. Jana Ewangelisty.

### FiliaGroß-Rosen
W miejscowości znajdowała się filia obozu koncentracyjnego Groß-Rosen.

## Zabytki

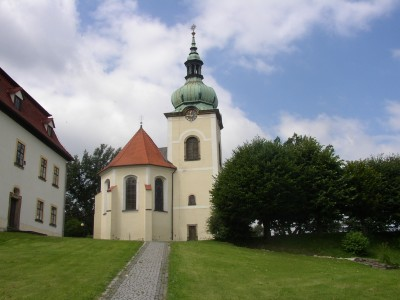
Kościół św. Trójcy

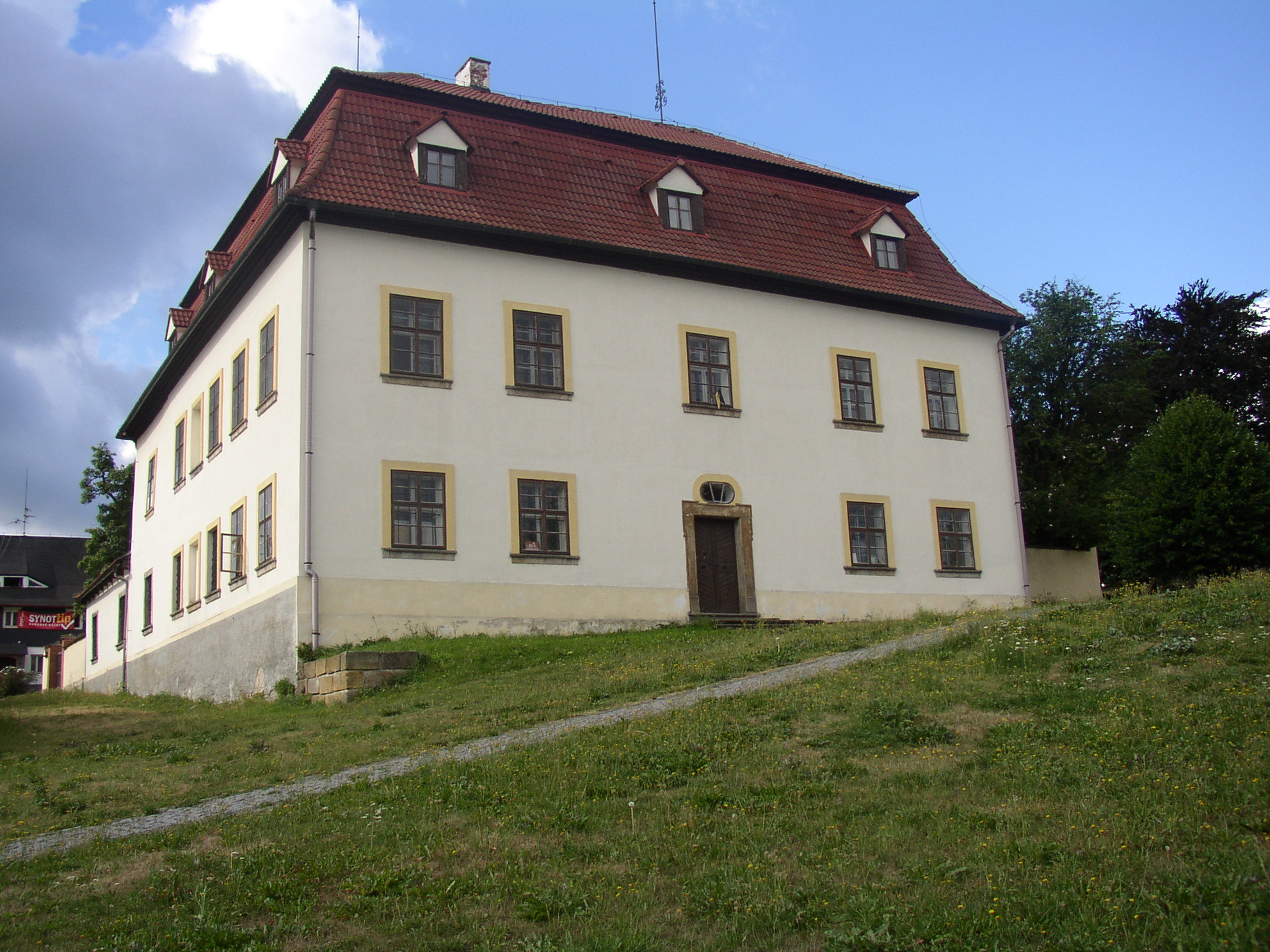
Plebania

- renesansowy kościół Św. Trójcy z końca XVI wieku
- plebania z 1755 r. z mansardowym dachem
- kaplica Bożego Grobu w stylu rokoko z 1759 roku, na wzniesieniu Křížova hora
- sztolnia Jana Ewangelisty z XVII wieku
- kapliczki kalwaryjne na drodze pątniczej na zboczu Křížovej hory
- rzeźba św. Jana Nepomucena w Rozhledzie.

## Ważniejsze daty w dziejach miasta
- 1539 – powstała pierwsza sztolnia św. Krzysztofa.
- 1548 – założono osadę górniczą Sankt Georgenthal.
- 1587 – osada otrzymała herb i statut miasta.
- 1591 – miasto nawiedza epidemia, umiera 300 ludzi.
- 1612 – wybudowano kościół św. Trójcy.
- 1618-48 – wojna trzydziestoletnia.
- 1642 – miasto plądrują wojska szwedzkie.
- 1764 – wybudowano kalwarię i kaplicę na górze Křížova hora.
- 1799 – miasto pustoszy wielki pożar.
- 1874 – przybycie sióstr zakonnych – „Córek Bożej łaski”.
- 1909 – doprowadzono energię elektryczną.
- 1949 – zmieniono nazwę na Jiřetín pod Jedlovou.